# Campeonato Colombiano de Futebol de 2025 – Segunda Divisão
O Torneo BetPlay DIMAYOR de 2025 é a 35.ª edição da Primera "B" / Categoria "B", competição masculina equivalente à segunda divisão do futebol profissional colombiano.
A competição teve início em 30 de janeiro de 2025.

## Visão geral
| Nome oficial | Torneo BetPlay DIMAYOR de 2025                | Torneo BetPlay DIMAYOR de 2025 |
| Organizadora | Divisão Maior do Futebol Colombiano (DIMAYOR) | Divisão Maior do Futebol Colombiano (DIMAYOR) |
| Patrocinador | BetPlay                                       | BetPlay |
| Datas        | Torneo I                                      | 30 de janeiro — a definir |
| Datas        | Torneo II                                     | A definir — a definir |
| Datas        | Grande Final                                  | A definir e a definir |
| Regulamento  | Torneo I                                      | Fase de classificação: 16 clubes em turno e grupo único de pontos corridos (jogos só de ida); Quadrangular semifinal: 8 clubes em dois grupos de 4 (A e B) em jogos de ida e volta; Final: 2 clubes (1º colocado do grupo A e B) em partidas de ida e volta. |
| Regulamento  | Torneo II                                     | Fase de classificação: 16 clubes em turno e grupo único de pontos corridos (jogos de volta); Quadrangular semifinal: 8 clubes em dois grupos de 4 (A e B) em jogos de ida e volta; Final: 2 clubes (1º colocado do grupo A e B) em partidas de ida e volta.  |
| Regulamento  | Grande Final                                  | Campeão do Torneo I e o Campeão do Torneo II, em jogos de ida e volta. |

## Final
| A definir         | Campeão do Torneo I ou II | — | Campeão do Torneo I ou II | A definir                             |  |
| A definir (UTC−5) |                           |   |                           | Estádio: A definir Árbitro: A definir |  |

| A definir         | Campeão do Torneo I ou II | — | Campeão do Torneo I ou II | A definir                             |  |
| A definir (UTC−5) |                           |   |                           | Estádio: A definir Árbitro: A definir |  |

## Premiação
| Torneo BetPlay DIMAYOR de 2025                   |
| ------------------------------------------------ |
| A definir Campeão (?° título da segunda divisão) |